# Lisors

Lisors este o comună în departamentul Eure, Franța. În 1 ianuarie 2022 avea o populație de 299 de locuitori.